# Erik Gouda
Erik Gouda (Waalwijk, 14 juni 1967) is een Nederlands voormalig profvoetballer.
Gouda speelde zijn gehele professionele carrière bij RKC.

## Clubstatistieken
| seizoen | club | competitie     | duels | goals |
| ------- | ---- | -------------- | ----- | ----- |
| 1984/85 | RKC  | Eerste Divisie | 4     | 1     |
| 1985/86 | RKC  | Eerste Divisie | 12    | 0     |
| 1986/87 | RKC  | Eerste Divisie | 29    | 1     |
| 1987/88 | RKC  | Eerste Divisie | 33    | 1     |
| 1988/89 | RKC  | Eredivisie     | 29    | 0     |
| 1989/90 | RKC  | Eredivisie     | 31    | 2     |
| 1990/91 | RKC  | Eredivisie     | 5     | 1     |
| 1991/92 | RKC  | Eredivisie     | 1     | 0     |
| 1992/93 | RKC  | Eredivisie     | 0     | 0     |